# Дьяченко, Анатолий Владимирович
Анатолий Владимирович Дьяченко (род. 5 февраля 1959) — советский и российский писатель, драматург, сценарист, прозаик, поэт, режиссёр, преподаватель, теоретик современной драматургии, кандидат филологических наук. Член Союза писателей России, художественный руководитель Центра экспериментальной современной драматургии «Теория неба», главный редактор театрального альманаха «Только», руководитель театрального фестиваля «ГлобалФест», а также фестивалей «Полуостров», «Лит», «Драматургический марафон», «Фестиваль Молодой драматургии», продюсер.

## Биография
Анатолий Владимирович Дьяченко родился 5 февраля 1959 года. Окончил корабельный факультет командного Высшего военно-морского ордена Красной Звезды училища им. П. С. Нахимова в Севастополе по специальности ракетное вооружение надводных кораблей.
13 лет служил на кораблях и в частях флота СССР. В то же время начал писать пьесы. В 1988 году, как перспективный драматург по ходатайству Министра культуры Украинской ССР перед Министром обороны СССР в виде исключения, был уволен в запас в звании капитана-лейтенанта (капитан) по статье 59 пункт «е», «переводом на работу в другое министерство». Награждён медалью «За 10 лет безупречной службы».
В 1990 году окончил Литературный институт имени А. М. Горького, семинар драматургии В. Ф. Пименова, а затем — аспирантуру. В 1999 году защитил диссертацию на тему «Проблемы современной теории драмы: Запад и Восток», получив степень кандидата филологических наук.
В 1987 году основал первый в СССР и СНГ Центр современной драматургии, многие наработки которого легли в основу программ по развитию европейской современной драматургии.
В 1990—2000-х годах работал доцентом кафедры литературного мастерства, руководителем семинара драматургии Литературного института имени А. М. Горького.
Среди его учеников: Наталья Ворожбит, Максим Курочкин, Ирина Думчева, Неда Неждана, Евгения Чуприна, Сергей Щученко, Диана Балыко, Геннадий Колосов, Константин Арцибашев, Елена Реймер, Александр Гриценко, Наталья В. Васильева и другие.
Член Союза писателей СССР с 1987 года (позже России), художественный руководитель Центра экспериментальной современной драматургии «Теория неба», главный редактор театрального альманаха «Только», руководитель театрального фестиваля «ГлобалФест», а также фестивалей «Полуостров», «Лит», «Драматургический марафон», «Фестиваль Молодой драматургии». Создатель Научно-исследовательского института гуманитарного моделирования. Проживает в Москве.
А. В. Дьяченко автор более 100 пьес, многие из которых были поставлены в театрах России, Украины, Израиля и других стран. Наиболее популярные: «Благо-дарю» (Бенефис народной артистки СССР Ады Роговцевой), «Тугеза», «Фанданго», «Ньяя», «Дневник эфемерной жизни» (среди режиссёров — Кирилл Панченко), «Бельведер», «Комильфо», «Сюань-сюе» и «Па-де-де» (среди режиссёров — Александр Игнатуша).
А. В. Дьяченко автор нескольких книг и учебников: «Современная теория драматургии и дзэн — буддизм» (1999), «Современная теория драматургии», «Теория игровой монодрамы», «Внутренний разбор драматургических произведений», «Гуманитарное моделирование», «Драматургия геополитики».
Литературовед Юрий Минералов в своей книге «История русской литературы: 90-е годы XX века» посвятил Дьяченко отдельный раздел, отмечая, что в его пьесах «преломились повёрнутые на русский манер принципы театра абсурда».

## Творчество

### Пьесы
- «Тугеза»
- «Фанданго»
- «Ньяя»
- «Дневник эфемерной жизни»
- «Бельведер»
- «Комильфо»
- «Сюань-сюе»
- «Па-де-де»
- «Бомонд»

## Фильмография
- 1992 — Цветение одуванчика — майор
- 1993 — Благо-дарю! — сценарист